# Saad Balobaid
Saad Balobaid est un footballeur saoudien né le 21 janvier 2000 à Buraydah. Il joue au poste d'arrière gauche à Al-Taawoun FC.

## Carrière

### En club
Formé à Al-Taawoun, il fait ses débuts avec les seniors le 24 octobre 2020 lors d'un match de la phase des poules de la Ligue des champions de l'AFC contre les qataris d'Al-Duhail SC. il entre à la 38' à la place de Hamdan Al-Ruwaili. Le 23 octobre 2020, il signe son premier contrat professionnel. Le 6 novembre suivant, il fait sa première apparition en championnat contre Al Ittihad. Lors de la saison 2020-2021, il fait 3 apparences en championnat et 21 apparences lors de la saison 2021-2022. Le 30 avril 2022, il renouvelle son contrat pour 3 saisons. 

### En sélection
Le 31 mai 2022, il est convoqué pour participer au championnat d'Asie des moins de 23 ans. Il fait une seule apparition et les faucons remportent le tournoi. 

## Palmarès

### En club
- Al-Ahli FC (1) 
  - Ligue des champions de l’AFC (1)
    - Vainqueur : 2025.

### En séléction nationale
- Arabie saoudite -23 ans (1) 
  - Championnat d'Asie -23 ans (1) :
    - Vainqueur : 2022.